# Lac Blue Mountain (New York)
Le lac Blue Mountain est un lac naturel qui s'étend sur 540 ha dans le comté de Hamilton, État de New York, aux États-Unis. Le lac se situe dans les monts Adirondacks, à l'extrémité orientale de la chaîne de lacs Eckford et à l'ouest du pic Blue Mountain. Le hameau de Blue Mountain Lake se trouve sur sa rive sud-est et le musée Adirondack surplombe sa rive est. C'est une destination de vacances populaire depuis le milieu du XIXe siècle.

## Pêche
Les espèces de poissons présentent dans le lac comprennent le touladi, la truite arc-en-ciel, l'achigan à petite bouche, la ouananiche et l'éperlan. Il n'y a que des mises à l'eau payantes via deux marina privées dans le village de Blue Mountain Lake. Des locations de bateaux sont également disponibles.

## Histoire
La Blue Mountain Lake House est construite en 1874 par John G. Holland. Peu de temps après, un ancien résident, Miles Tyler Merwin, agrandit sa cabane en rondins sur un éperon du mont Blue Mountain surplombant le lac pour en faire la Blue Mountain House. Un autre bâtiment historique, le Log Hotel, se trouve maintenant sur le terrain du musée Adirondack. En 1881, Frederick C. Durant, cousin de William West Durant, construisit la Prospect House, l'hôtel le plus luxueux existant alors dans les Adirondacks et qui fut  le premier hôtel au monde à avoir de l'éclairage électrique dans chaque chambre.

## Galerie

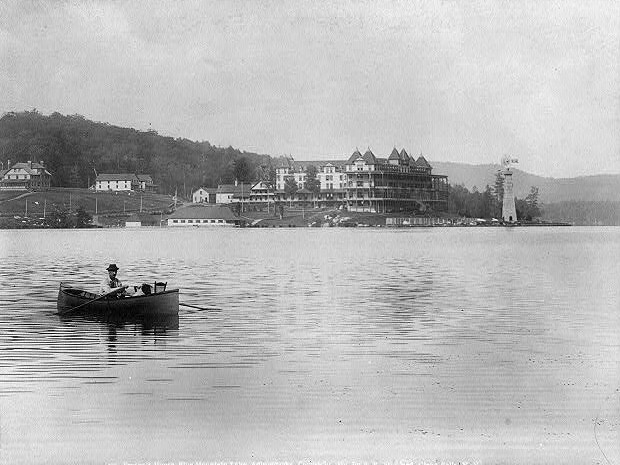
Prospect House, 1889.
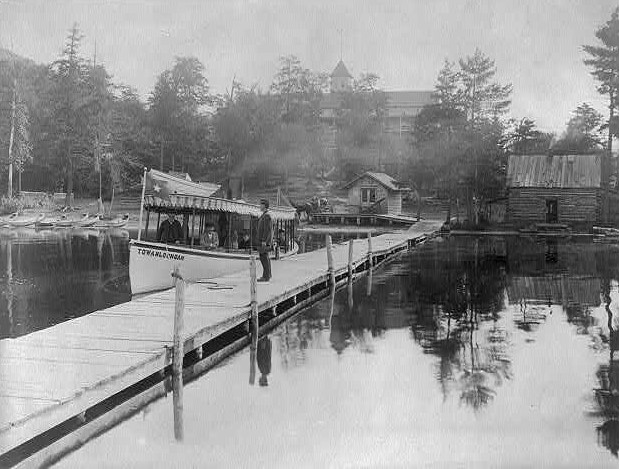
Bateau à vapeur sur le lac, 1889.
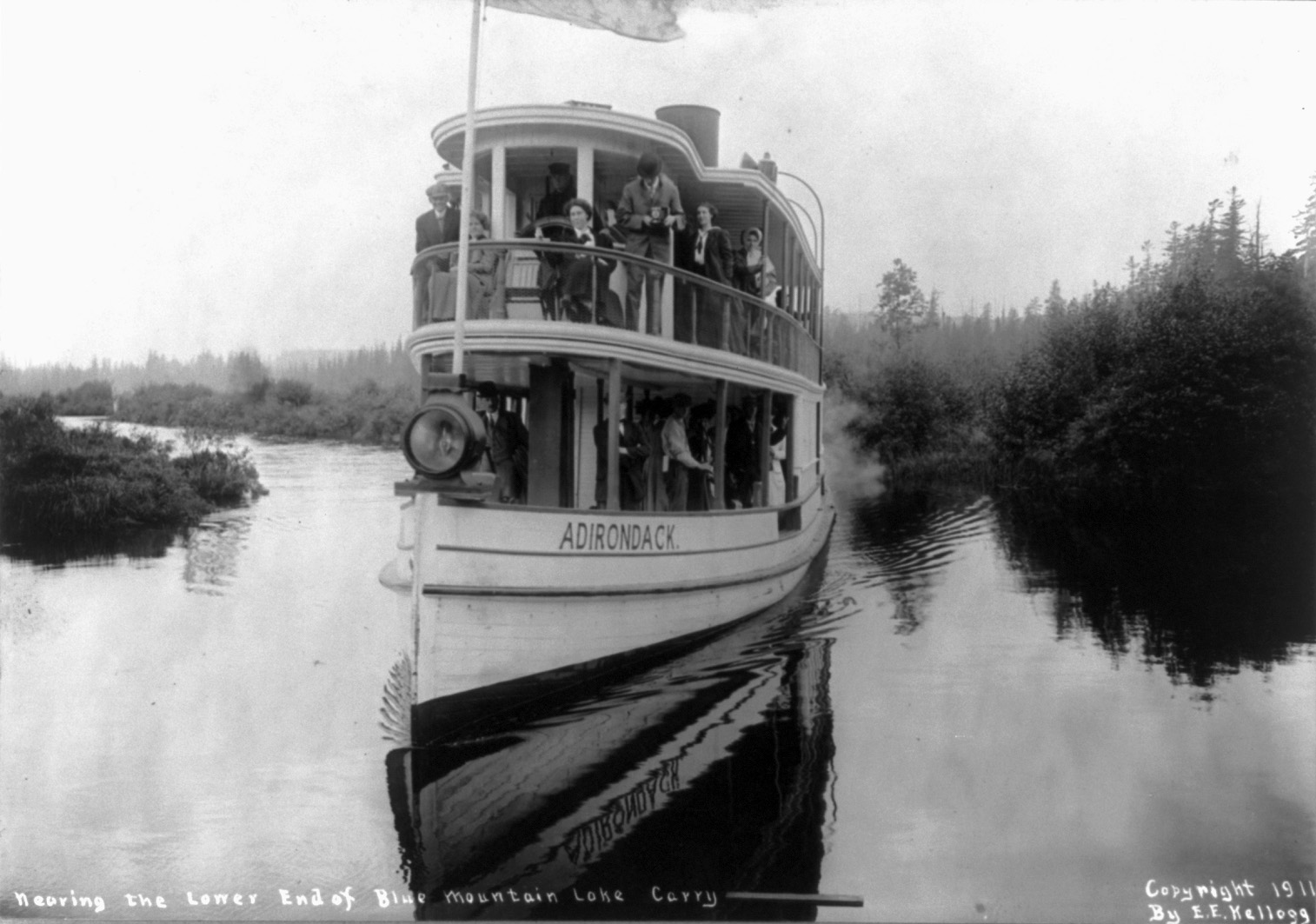
Bateau transportant des touristes, 1911.
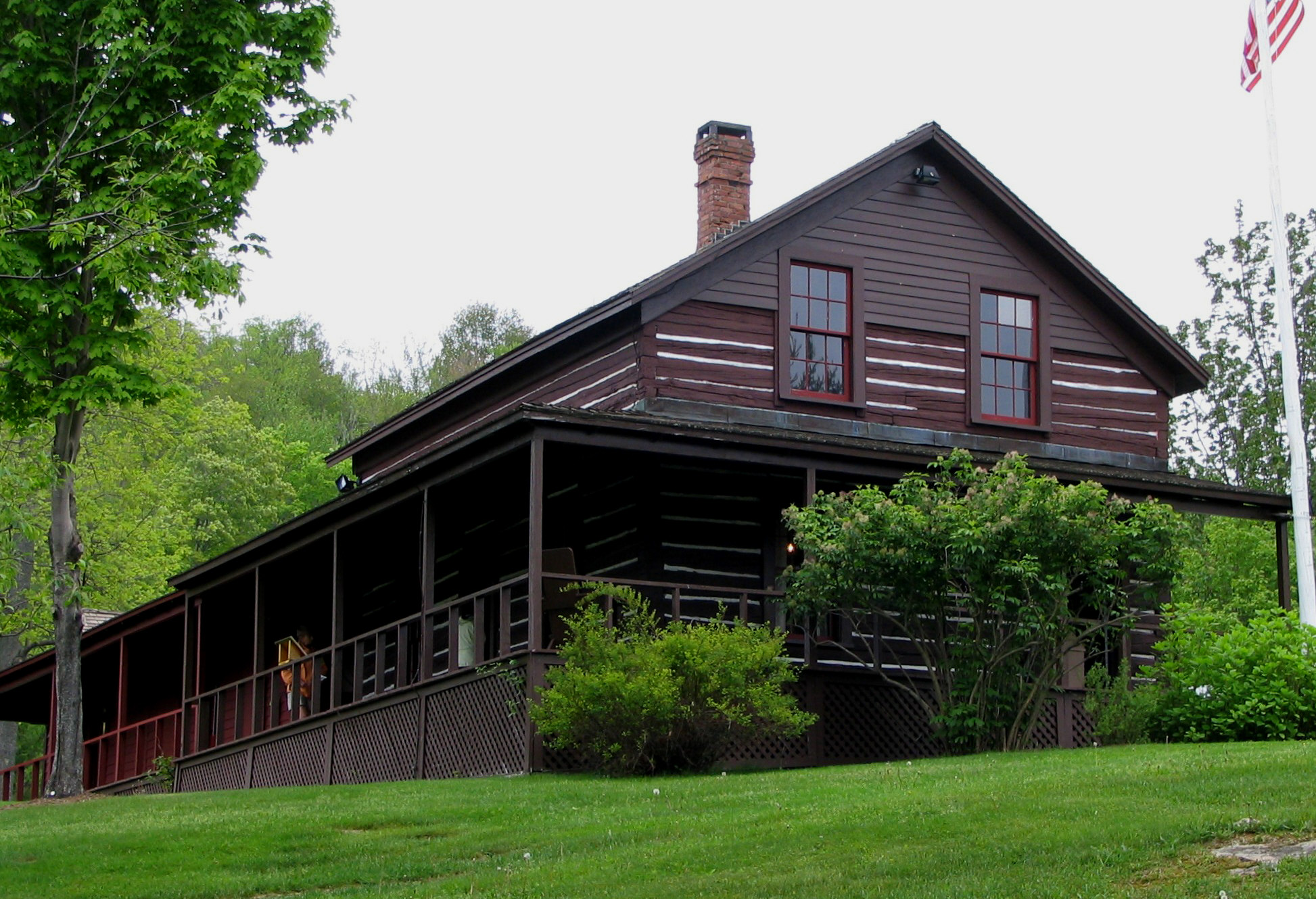
Le Log Hotel, abritant le musée Adirondack, 2008.
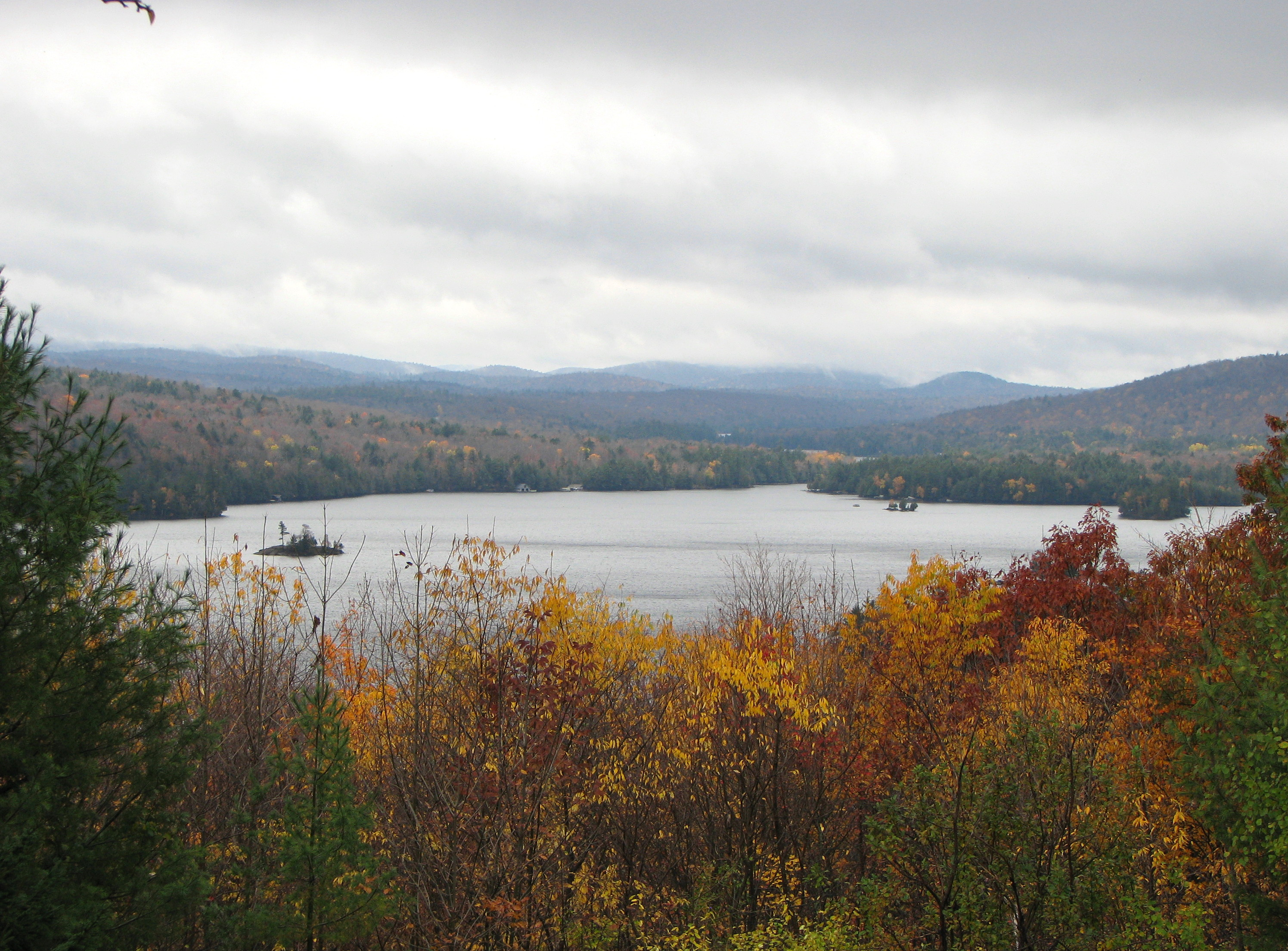
Le lac Blue Mountain vu depuis le musée Adirondack, 2008.